# Alessandra Bianchi
Pour les articles homonymes, voir Bianchi.
Alessandra Bianchi, née le 27 septembre 1964 à Rome et morte dans cette même ville le 14 novembre 2023, est une journaliste sportive italienne spécialisée dans le football et qui a travaillé dans plusieurs médias sportifs français.

## Biographie

### Carrière
Après avoir commencé sa carrière dans le quotidien sportif italien Corriere dello Sport - Stadio, Alessandra Bianchi est la correspondante en Italie pour L'Équipe et Le Parisien.
En septembre 2005, elle apparaît dans L'Équipe du dimanche sur Canal+ en tant que consultante pour le football italien.
À la rentrée 2006, elle rejoint l'équipe des DKP sur RMC aux côtés de Guy Kédia et Alexandre Delpérier. Elle arrête à la rentrée 2007 pour donner une nouvelle voie à sa carrière journalistique.
Elle publie en mars 2008 le roman Calcio, Mon Amour  aux éditions Florent Massot.
À partir de septembre 2013, elle travaille pour DieseFoot, un magazine disponible sur applications (tablettes et smartphones). Elle fait partie de L'Équipe du soir et est correspondante à La chaîne L'Équipe.

### Mort
Alessandra Bianchi meurt le 14 novembre 2023,.

### Vie privée
Alessandra Bianchi est une fervente supportrice de l'AS Roma et une fan de Francesco Totti.

## Ouvrages
- (it) Sabbia tra le dita, edizioni Osiride, 2005, 320 p. (ISBN 9788874980444).
- Calcio mon amour, éditions Florent-Massot, 2008, 348 p. (ISBN 9782916546155).